# Röjdan

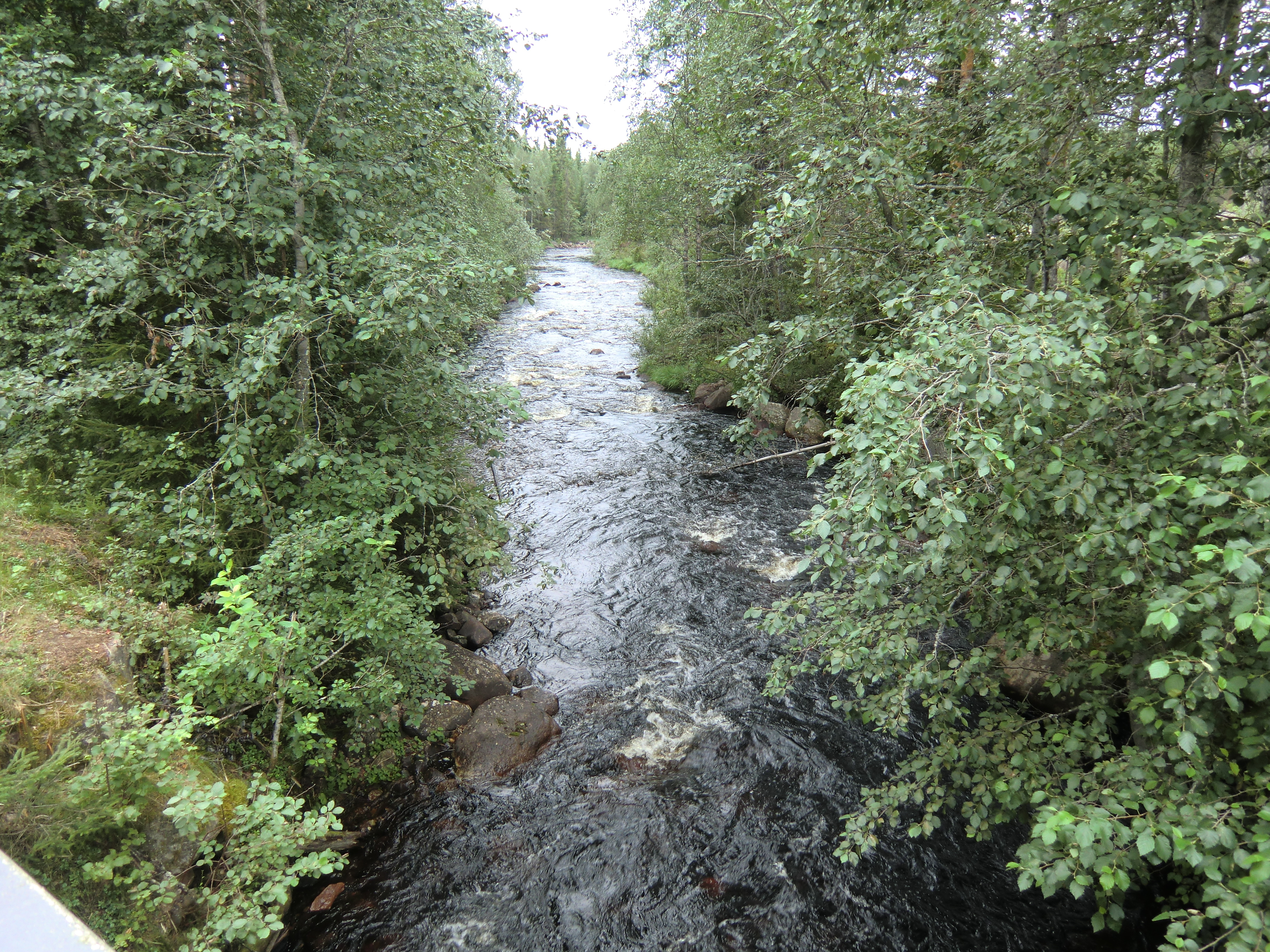
Rotbergsåa.

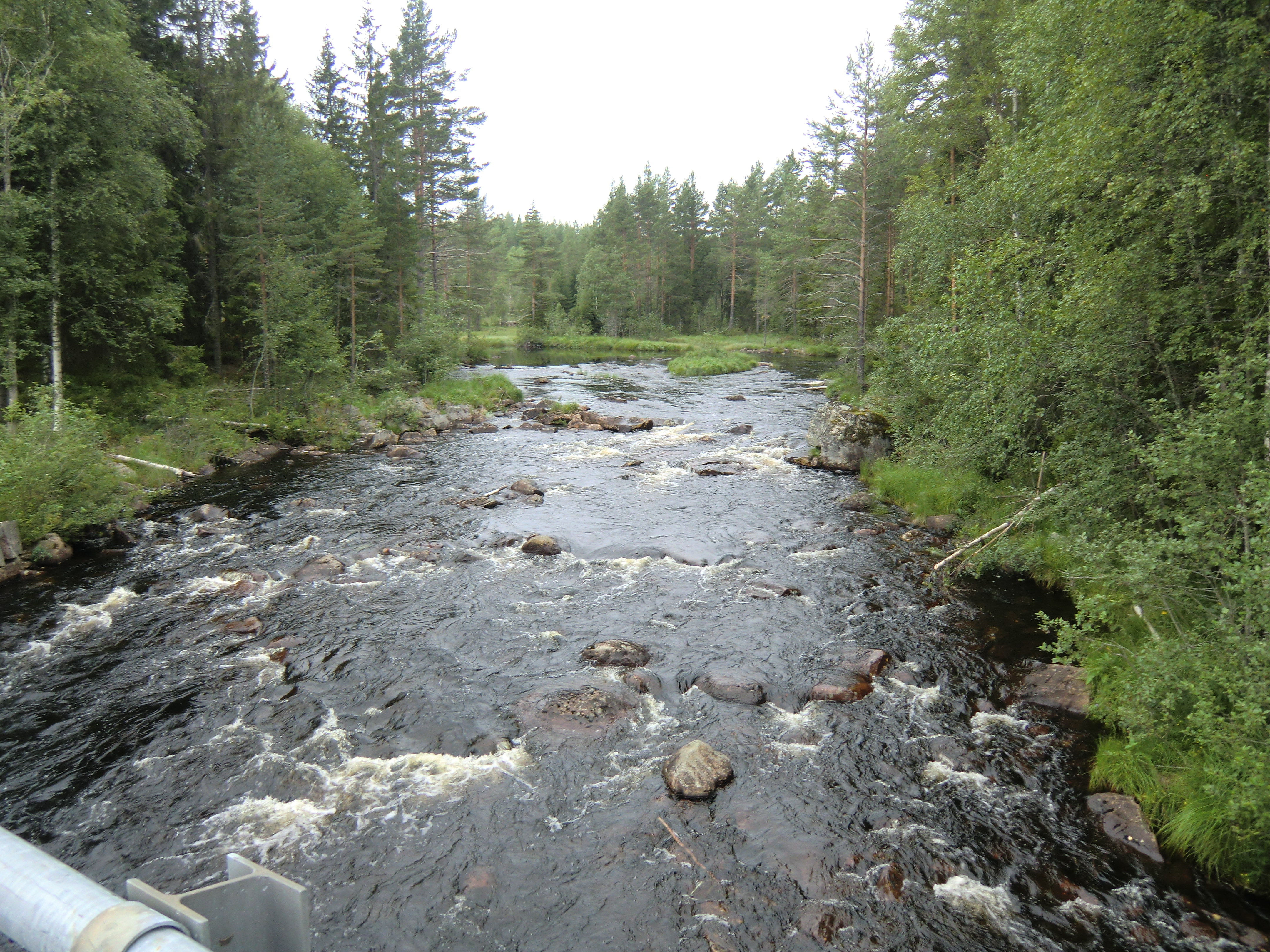
Løvhaugsåa.

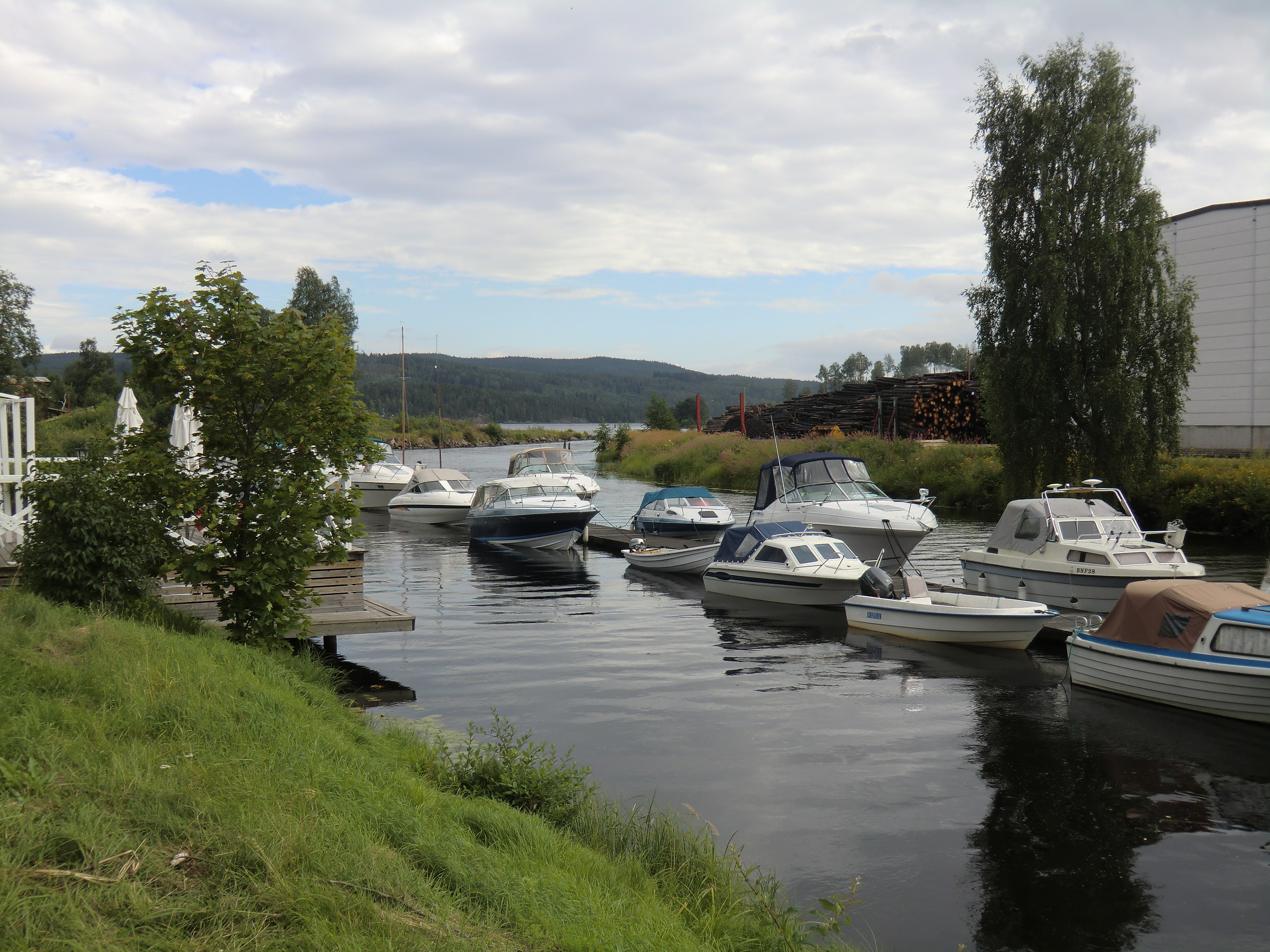
Röjdans mynning i Övre Fryken vid Torsby.

Röjdan eller Röjdån är en 75 km lång älv i norra Värmland som har sina källor i närheten av Husuberget i Norge. Den mynnar ut i Övre Fryken vid Torsby. I Norge heter den Rotbergsåa och Løvhaugsåa för att vid sjön Stora Röjdens utlopp nära riksgränsen byta namn till Röjdan. Det största biflödet är Viggan som ansluter i Östmark. Avrinningsområdet är på 834,3 km² totalt.  Vid mynningen är medelvattenföringen 11,7 m³/s samt medelhögvattenföringen 55 m³/s.
Röjdan gav förr i tiden kraft åt järnbruket Torsby bruk